# Wilhelm Wendt zu Crassenstein
Wilhelm Wendt zu Crassenstein (* 1603; † 1644) war ein Angehöriger des Adelsgeschlechts Wendt. Seine Linie saß auf Schloss Crassenstein im Münsterland. Er war Generalmajor im Dreißigjährigen Krieg. 1635 belagerte und eroberte er die Stadt Hattingen an der Ruhr. Sein Bruder Wilhelm Dietrich Wendt zu Crassenstein stand in den Diensten der gegnerischen Seite.